# Ács Istvánné Kovács Erzsébet
Ács Istvánné Kovács Erzsébet (Decs, 1925 – Decs, 1981) szövőasszony, a népművészet mestere.

## Élete
A szövést gyermekkorában nagyanyjától tanulta, aki híres szövőasszony volt. A Sárközi Népművészeti Háziipari Szövetkezet alapító tagjai közé tartozott. Mesterének, nagyanyja mellett, Bali Istvánné Pusztai Évát vallja, akitől 1952-ben tanulta meg a “szedettmintás” szövés technikáját, és az ő irányításával tanulmányozta a sárközi mennyezetes ágyak díszes, szövött párnamintáit. 1962-ig otthon szőtt, majd nyugdíjazásáig a szövetkezet tervezőrészlegében bemintázó szövőként dolgozott. 1972-ben népi iparművész, 1974-ben a Népművészet Mestere.